# 2022年4月中國大陸

## 4月8日
- 北京冬奧會冬殘奧會總結表彰大會在人民大會堂舉行，中共中央總書記習近平發表講話，國務院總理李克強主持大會，國務院副總理韓正宣讀表彰決定[1]。

## 4月13日
- 上海疫情十分嚴峻，嚴格的防疫政策引發很大爭議，中共中央總書記習近平在海南省實地考察時強調要繼續堅持動態清零政策，不能放鬆防控工作[2]。

## 4月16日
- 神舟十三号航天员王亚平、叶光富、翟志刚完成为期183天的太空任务，在中国内蒙古成功着陆[3]。

## 4月18日
- 菲律宾驻华大使何塞·罗马纳在安徽省黄山市屯溪区隔离期间逝世，享年74岁[4]。

## 4月22日
- 中共中央总书记习近平在南宁召开的广西代表团代表选举会议上，以全票当选参加中共二十大的广西代表[5]。

## 4月29日
- 12时24分，长沙市望城区金山桥街道金坪社区盘树湾一栋居民自建房发生倒塌事故。[6]